# Еолові мінерали
Мінерали еолові (рос. минералы эоловые, англ. eolian minerals, нім. äolische Minerale n pl) — мінерали, які виникли під впливом діяльності вітру. Порівняно рідкісний тип утворень; спостерігається майже виключно в пустельних районах.